# Требон-де-Люшон
Требо́н-де-Люшо́н (фр. Trébons-de-Luchon, окс. Trebòns de Luishon) — коммуна во Франции, находится в регионе Юг — Пиренеи. Департамент — Верхняя Гаронна. Входит в состав кантона Баньер-де-Люшон. Округ коммуны — Сен-Годенс.
Код INSEE коммуны — 31559.

## География

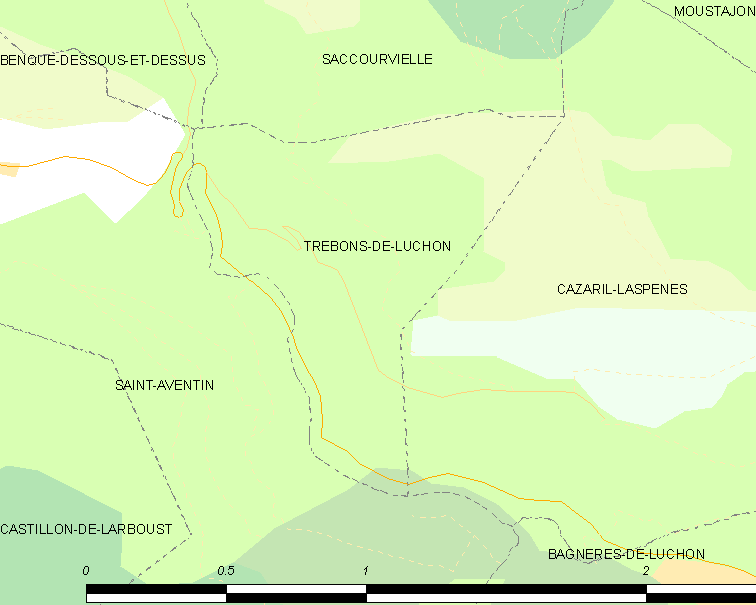
Карта коммуны

Коммуна расположена приблизительно в 690 км к югу от Парижа, в 115 км к юго-западу от Тулузы.
По территории коммуны протекают реки Он и Нест-д’Уэй. Около половины территории коммуны занимают леса.

## Климат
Климат умеренно-океанический. Зима мягкая и снежная, весна характеризуется сильными дождями и грозами, лето сухое и жаркое, осень солнечная. Преобладают сильные юго-восточные и северо-западные ветры.

## Население
Население коммуны на 2010 год составляло 8 человек.
| 1962 | 1968 | 1975 | 1982 | 1990 | 1999 | 2010 |
| ---- | ---- | ---- | ---- | ---- | ---- | ---- |
| 10   | 13   | 16   | 13   | 13   | 10   | 8    |

## Администрация
| Период | Период | Фамилия     | Партия | Примечания |
| ------ | ------ | ----------- | ------ | ---------- |
| 1958   | 2011   | Пьер Коссет |        |            |
| 2011   | 2020   | Пьер Жосли  |        |            |

## Экономика
В 2010 году среди 4 человек трудоспособного возраста (15—64 лет) 4 были экономически активными, 0 — неактивными (показатель активности — 100,0 %, в 1999 году было 42,9 %). Из 4 активных жителей работали 4 человека (2 мужчин и 2 женщины), безработных не было.

## Достопримечательности
- Церковь Св. Иулиана[фр.] (XI—XII века). Исторический памятник с 1979 года[4]
- Башня Кастель-Бланка

## Фотогалерея

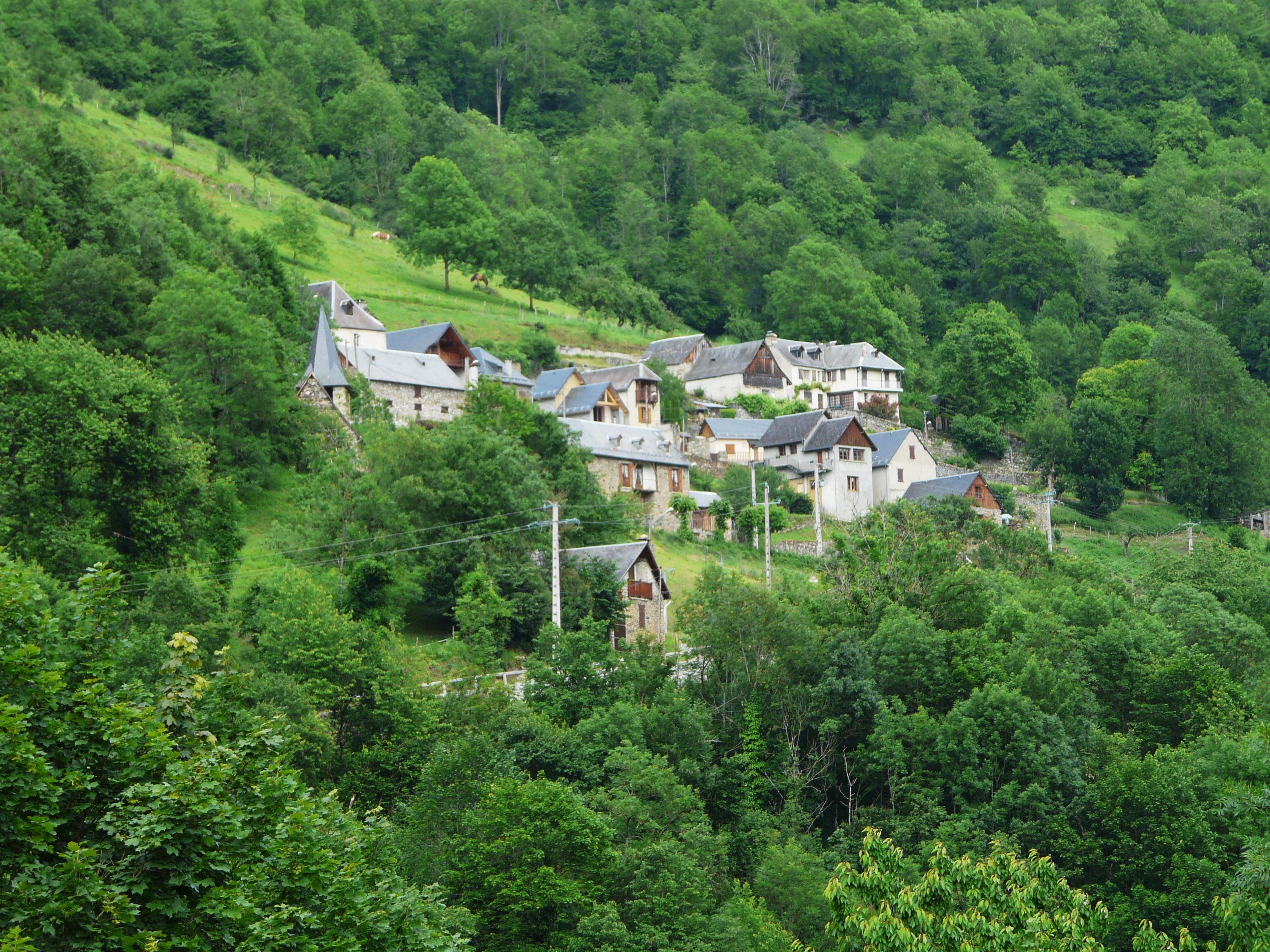
Требон-де-Люшон
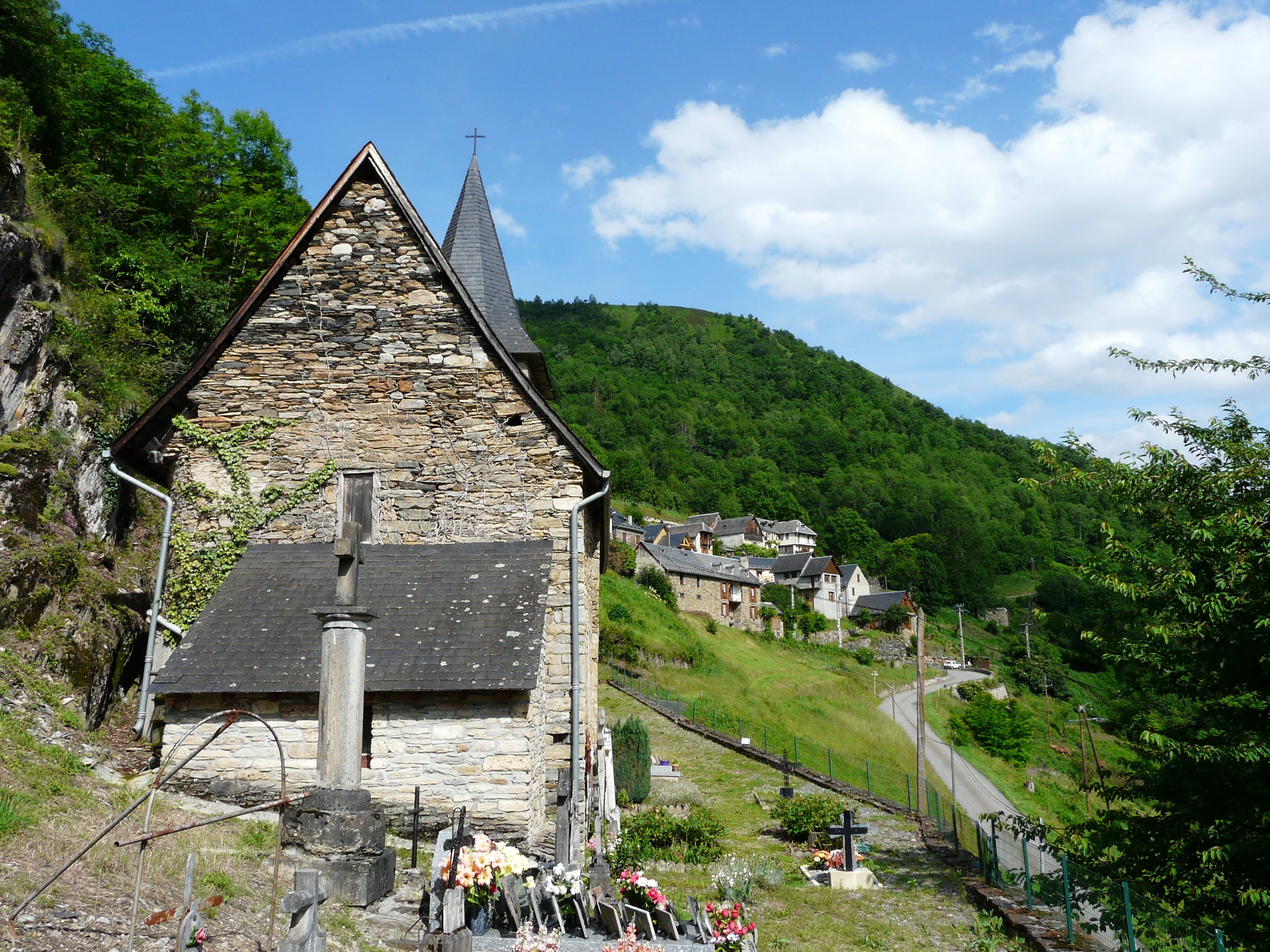
Требон-де-Люшон
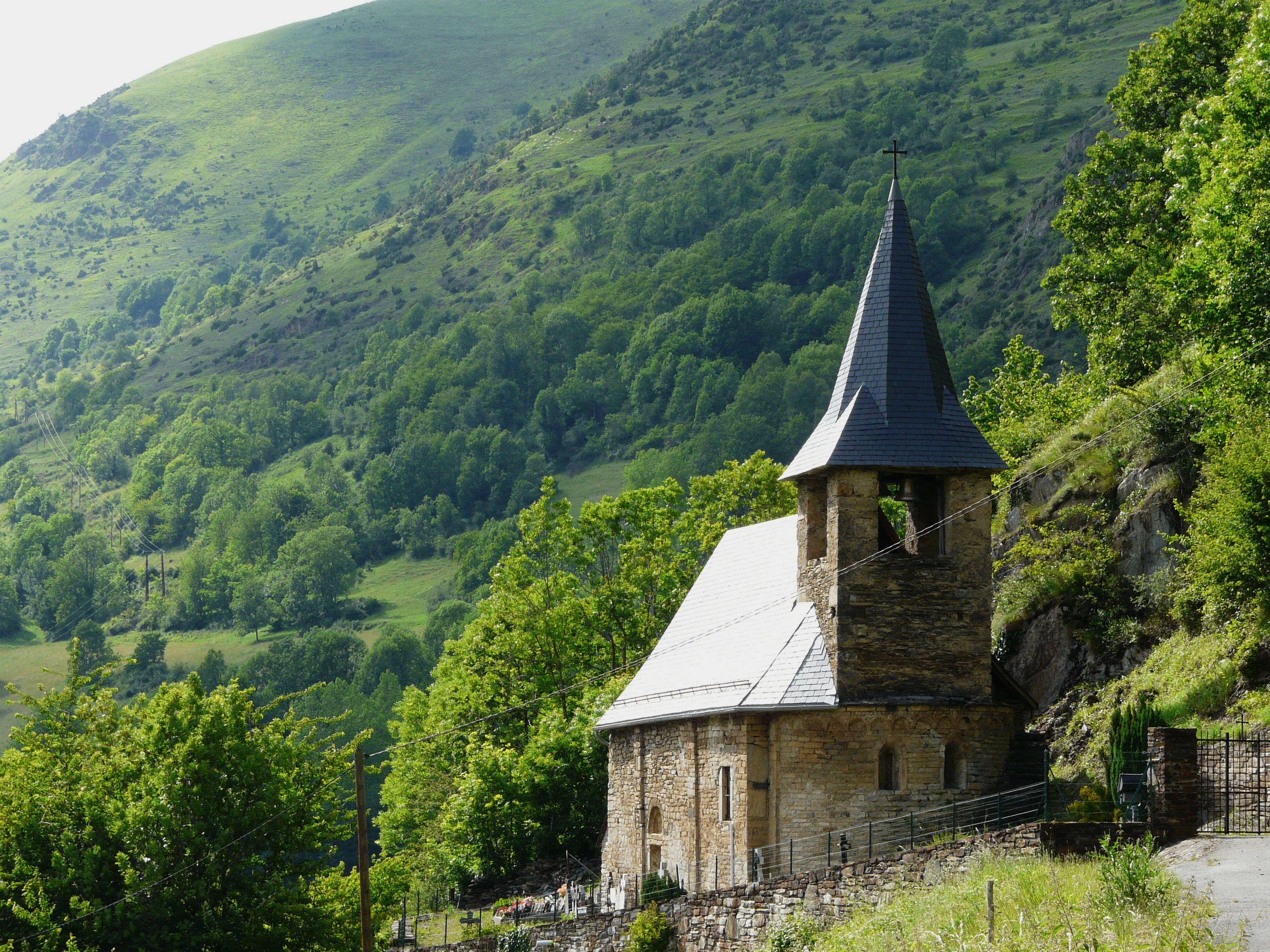
Церковь Св. Иулиана
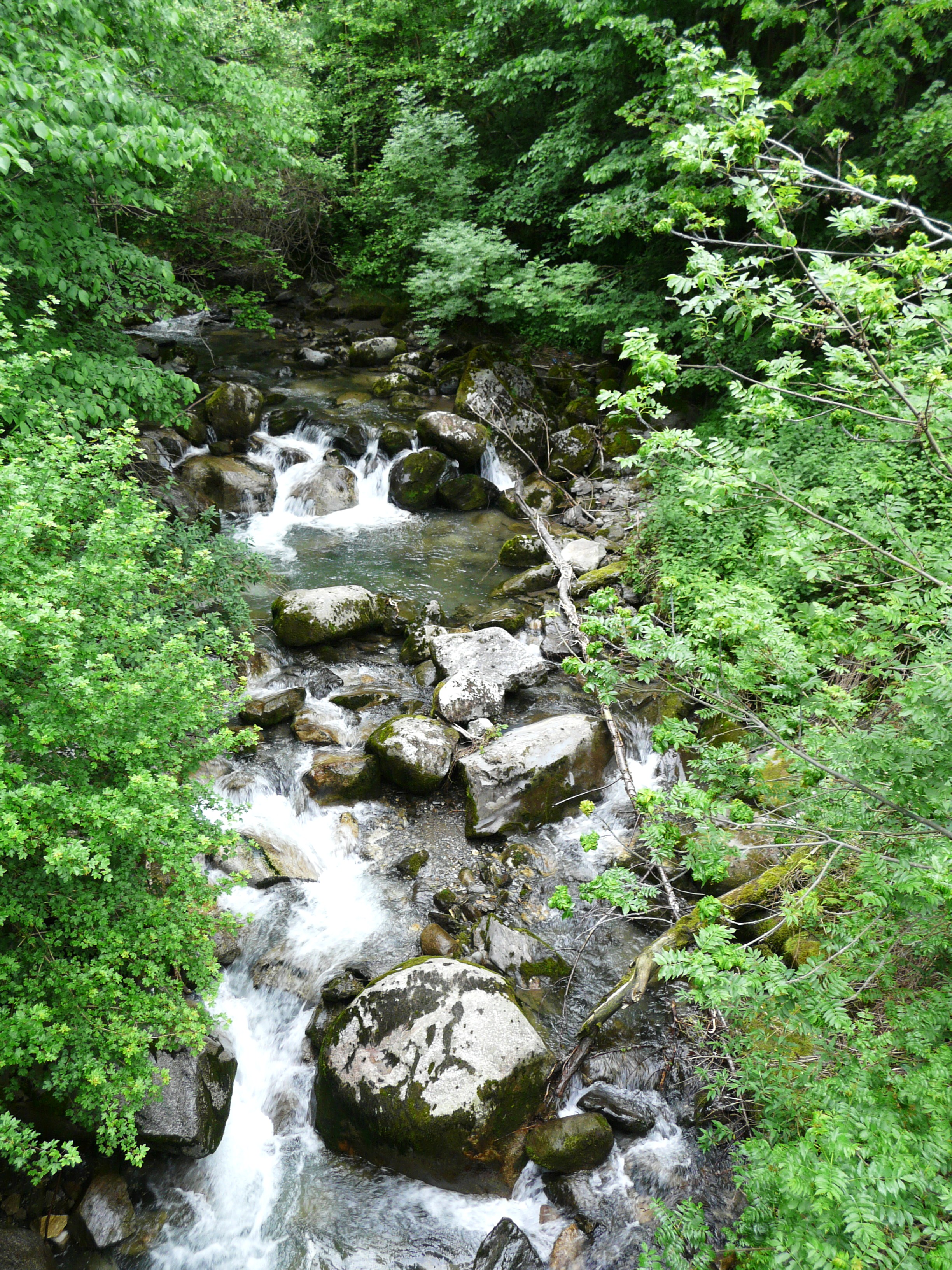
Река Он
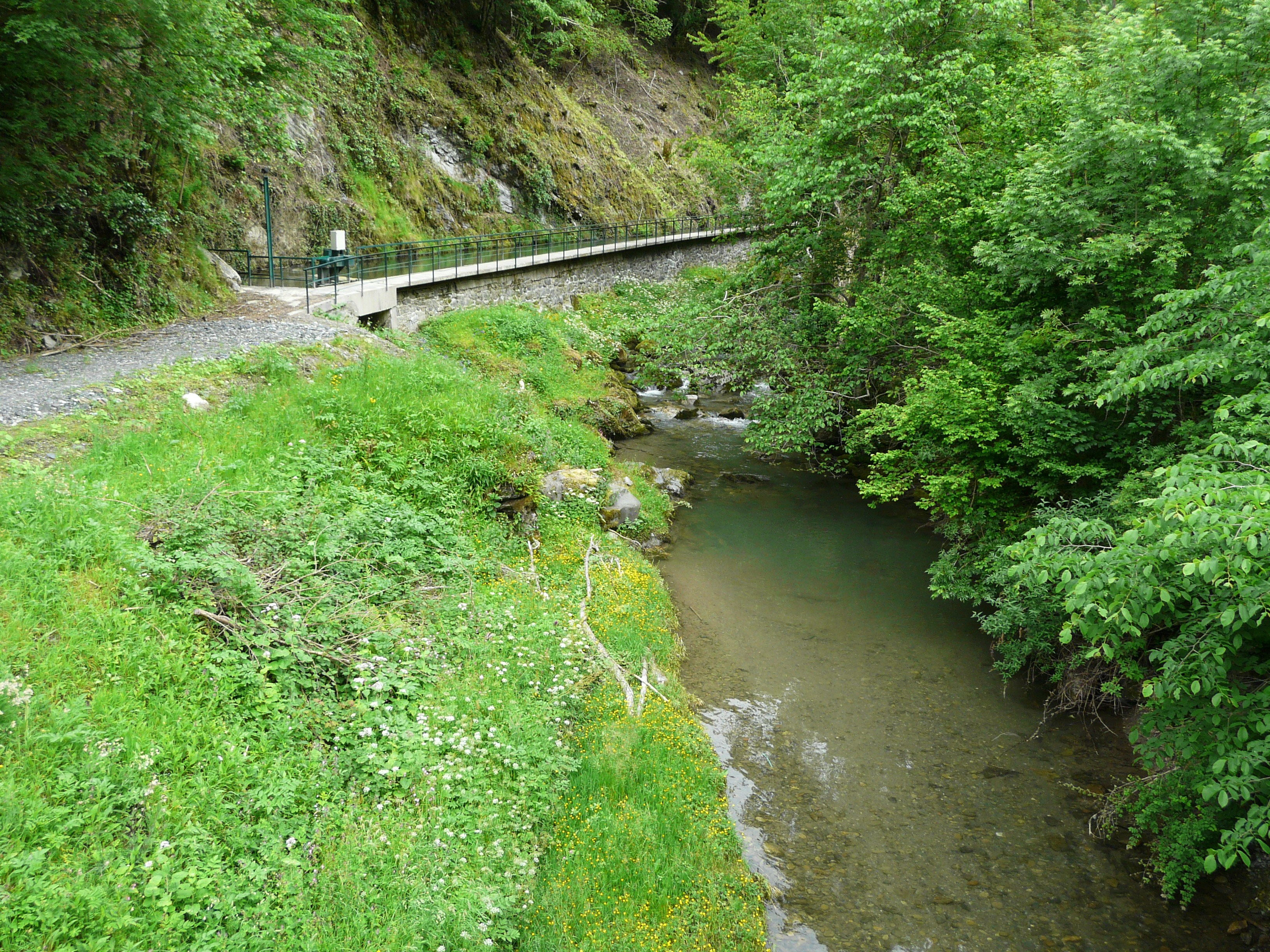
Река Он